# فولکلینگن
شهر فولکلینگن (به آلمانی: Völklingen) در ایالت زارلند در کشور آلمان واقع شده‌است.